# Александрова, Ирина Викторовна
Ирина Викторовна Александрова (9 июля 1971, Москва) — советская и российская футболистка, полузащитник московского Чертаново-СКИФ и сборных СССР и России.

## Карьера
Сборная
Выступая за сборную СССР забила четыре гола в ворота сборных США, Польши (2) и Норвегии.
Выступая за сборную России сыграла против Голландии, Болгарии (2), Франции, Германии и Испании.
18 мая 1993 года в матче чемпионата России между командами «СиМ-Россия» и «СКИФ-Фемина» (0:4) забила 4 мяча.
Из-за постоянных травм закончила выступления в 1996 году.

## Достижения
Командные
- Бронзовый призёр чемпионата России: 1993
- финалист кубка России: 1992

Личные
- В списке «33 лучших футболистки чемпионата России» (2): 1992, 1993

## Статистика
Клубная
| Выступление      | Выступление      | Выступление      | Чемпионат | Чемпионат | Кубок | Кубок | Сборная | Сборная | Итого | Итого |
| Клуб             | Лига             | Сезон            | Игры      | Голы      | Игры  | Голы  | Игры    | Голы    | Игры  | Голы  |
| ---------------- | ---------------- | ---------------- | --------- | --------- | ----- | ----- | ------- | ------- | ----- | ----- |
| / Спартак        | Высший дивизион  | 1990             | 0         | 0         | 0     | 0     | 15      | 1       | 15    | 1     |
| / Спартак        | Высший дивизион  | 1991             | 0         | 0         | 0     | 0     | 2       | 3       | 2     | 3     |
| / Спартак        | Высший дивизион  | 1992             | 1         | 8         | 1     | 0     | 3       | 0       | 5     | 8     |
| / Спартак        | Итого            | Итого            | 1         | 8         | 1     | 0     | 20      | 4       | 22    | 12    |
| Чертаново-СКИФ   | Высший дивизион  | 1993             | 1         | 4         | 1     | 1     | 3       | 0       | 5     | 5     |
| Чертаново-СКИФ   | Высший дивизион  | 1994             | 8         | 1         | 0     | 0     | 0       | 0       | 8     | 1     |
| Чертаново-СКИФ   | Высший дивизион  | 1995             | 13        | 3         | 0     | 0     | 0       | 0       | 13    | 3     |
| Чертаново-СКИФ   | Высший дивизион  | 1996             | 0         | 0         | 0     | 0     | 0       | 0       | 0     | 0     |
| Чертаново-СКИФ   | Итого            | Итого            | 22        | 8         | 1     | 1     | 3       | 0       | 26    | 9     |
| Всего за карьеру | Всего за карьеру | Всего за карьеру | 23        | 16        | 2     | 1     | 23      | 4       | 48    | 21    |